# 一捧雪
《一捧雪》是由明末清初作家李玉所著的戲劇。故事講述明朝嘉靖年間，京官莫懷古家有祖傳玉杯一捧雪，被裱糊匠湯勤得知，向嚴世蕃密告。嚴世蕃以權勢向莫懷古索取此杯。莫懷古連番設計保衛祖傳玉杯，卻盡被識破。莫家僕人莫成代主人赴死，湯勤被莫妾薛雪豔刺死。最後莫懷古兒子莫昊冒死上書，以昭雪父親不白之冤，一家得以团聚。
莫懷古被一些研究者釋讀為《明史》中的王世貞。该剧被清朝小说《红楼梦》引用作为剧情中的影射。